# Poppelmans Bryggeri
Poppelmans Bryggeri var namnet på ett anrikt bryggeriföretag i Göteborg. 

## Det första bryggeriet, (1638) 1649-1835
1649 noteras i Göteborgs bryggerinärings accislängd ett bryggeri drivet av Johan Casparsson Poppelman och hans hustru Catharina Krakow, dotter till Mårten Krakow och Emerentia Pauli. Troligen hade Johan Casparsson Poppelman drivit bryggeriet redan så tidigt som 1638 men det registrerades inte förrän 1649 eftersom man tidigare inte registrerat ölbryggare i Göteborg. 1649 registrerade, kontrollerade och bokförde man produktionen för alla bryggare i Göteborg för första gången. 
Detta bryggeri var troligtvis det första (1638) större kommersiella bryggeriet i Göteborg och definitivt det som haft längst livslängd.
Bryggeriet drevs vidare i släkten i sju generationer fram till 1835. Första platsen var vid nuvarande hörnet Västra Hamngatan - Drottninggatan för att sedan flytta utanför vallgraven efter den stora branden 1721 då bryggeriet, liksom stora delar av Göteborg, brann. Bryggeriet återuppstod 1722 ungefär där nuvarande Stigbergstorget ligger.